# Indiana State Museum
L'Indiana State Museum (« musée d'État de l'Indiana ») est un musée situé à Indianapolis dans l'Indiana, aux États-Unis. Le musée expose des collections sur la science, l'art, la culture, et l'histoire de l'Indiana de la Préhistoire à nos jours.